# 国際経済貿易
国際経済貿易（こくさいけいざいぼうえき、英称：International Economics and Trade、中国語の名称：国际经济与贸易（簡体字） / 國際經濟與貿易（繁体字)、韓国語の名称：국제경제무역）は経済学の原理と国際経済における貿易を学ぶ学科（専攻）。
経済学と国際経済・国際貿易の理論を体系的に掌握し、貿易の必修知識と技能を習得出来ることが目的である。国際経済と貿易専攻は豊富な人文学的背景と国際経済、商業、法律、管理に対する広範囲な基本理論および専門技術を育成し、国際的視野を広げ、国際規則を理解し、文化間の疎通ができ、強い革新意識と責任感を持った、知識·能力·品質が調和して発展する国際的で複合的な高品質専門人材を養成する。国際経済貿易の専攻は経済的核心価値観を実践し、優秀な人柄と道徳的修養を備え、経済学及び国際経済と貿易に対する基礎知識、基本理論及び方法を習得し、国際的な経済貿易規則に慣れ、国内外の経済と貿易の運営メカニズム及び発展法則を認識し、外国語を流暢に使い、現代情報技術を活用し、優秀なコミュニケーション及び協力能力と革新的創業精神を備えた現代化建設に適した世界的な視野と比較的完全な知識体系を持った実用的で複合的な人材になるようにする。この専攻の基本学制は4年で、学業を中断して革新的な創業ができる。 海外留学や交流を奨励する。学生が専攻教育プログラムに定められた課程と単位を完了し、試験に合格すれば卒業を認める。 学位授与条件に合致する場合、平均的に160単位以上を修了できてから経済学学士号を授与する。
グローバル的な貿易や現代の国際経済と貿易の現況を把握することにより、対海外貿易の慣行とWTOルール、国家の貿易政策を理解し、バーゲニング・パワー、貿易業務、調査研究などの能力を持つ複合的な専門人材を扱うことを目指す。

## 国際経済貿易に関する学科を置く大学
中華圏

### 北京
- 北京大学
- 北京外国語大学
- 北京師範大学
- 北京航空航天大学
- 中国人民大学
- 北京語言大学
- 北京理工大学
- 北京科技大学
- 北京工業大学
- 北京化工大学
- 北京郵電大学
- 北京林業大学
- 首都師範大学
- 中央民族大学
- 中国伝媒大学
- 北京工商大学
- 北京聯合大学
- 中央財経大学
- 北京第二外国語学院
- 中国石油大学（北京）
- 首都経済貿易大学
- 北方工業大学
- 北京石油化工学院
- 北京物資学院
- 北京服装学院
- 首鋼工学院
- 北京農学院
- 中国社会科学院研究生院
- 北京城市学院
- 北京工業大学耿丹学院
- 外交学院
- 北京物資学院
- 対外経済貿易大学
- 華北電力大学
- 国際関係学院

### 上海
- 復旦大学
- 上海交通大学
- 同済大学
- 華東師範大学
- 華東理工大学
- 上海大学
- 東華大学
- 上海財経大学
- 上海外国語大学
- 上海対外経貿大学
- 華東政法大学
- 上海立信会計金融学院
- 上海理工大学
- 上海海洋大学
- 上海杉達学院
- 上海建橋学院
- 上海商学院
- 上海海事大学
- 上海政法学院
- 上海工程技術大学
- 上海電力学院
- 上海杉達学院
- 上海応用技術大学
- 上海電機学院

### 広東
- 中山大学
- 華南理工大学
- 華南師範大学
- 華南農業大学
- 広東金融学院
- 広東工業大学
- 汕頭大学
- 広東海洋大学
- 深圳大学
- 広東外語外貿大学
- 広東財経大学
- 北京師範大学珠海分校
- 北京理工大学珠海学院
- 吉林大学珠海学院
- 仏山科学技術学院
- 嘉応学院
- 広東技術師範学院
- 広州大学
- 広東石油化工学院
- 五邑大学
- 肇慶学院
- 韶関学院
- 広東商学院華商学院
- 華南理工大学広州学院
- 中山大学南方学院
- 広東外語外貿大学南国商学院

### 重慶
- 西南大学
- 重慶大学
- 西南政法大学
- 重慶工商大学
- 重慶工学院
- 重慶三峡学院
- 四川外国語大学
- 重慶科技学院

### 四川
- 四川大学
- 電子科技大学
- 西南交通大学
- 西南財経大学
- 成都理工大学
- 西南石油大学
- 四川農業大学
- 西南科技大学